# San Bernardo (Maipo)
San Bernardo é uma cidade no Chile, na Região Metropolitana de Santiago, e capital da província de Maipo. A praça de armas da cidade de San Bernardo se encontra a 18 km em linha reta para o sul da praça das armas de Santiago de Chile, 33° 35′ 32″ S, 70° 42′ 16″ O, altitude 570 m. Forma parte da Grande Santiago. Integra junto com as comunas de Buin, Calera de Tango e Paine o Distrito Electoral N° 30 e pertence à Circunscrição Senatorial 7ª (Santiago Poente). Está composta por una população majoritariamente de classe media e bairros residenciais, a seu oeste, e de situação econômica baixa a seu leste.
A comuna limita-se: a norte com El Bosque e Lo Espejo; a leste com El Bosque e La Pintana; a sul com Buin; a oeste com Isla de Maipo, Talagante, Maipú e Calera de Tango.

## Ligações Externas
- Municipalidad de San Bernardo
- San Bernardo